# جانبار
جانبار (به لاتین: Canbar) یک منطقهٔ مسکونی در جمهوری آرتساخ است که در استان کاشاتاق واقع شده‌است.